# Västerås SK BK Dam
Västerås SK/BK Dam är dambandysektionen i Västerås SK, och har bland annat spelat flera säsonger i Sveriges högsta division i bandy för damer. Säsongen 2017 gick man till SM-final, men föll med 1-3 mot Kareby IS. I mars 2019 tog Västerås SK:s damlag i bandy SM-guld genom att i finalmatchen besegra Skutskärs IF med 5–3 efter förlängning och straffslagslägning. I mars 2020 tog Västerås SK sitt andra SM-guld när man försvarade fjolårets titel, återigen mot Skutskärs IF. Matchen avgjordes genom Charlotte Selbekk efter två snabba mål på stopptid och slutade 4-3.
Tredje SM-guldet bärgades i mars 2025. Det var då som man på hemmaplan i ABB Arena vann mot Villa Lidköping BK med 7–3 i finalmatchen.
I oktober 2019 vann man första upplagan av Svenska cupen i bandy för damer genom att besegra Skutskärs IF med 4–2 på hemmaplan i ABB Arena Syd i Västerås. Senare samma månad vann man även World Cup i Ale Arena i Surte genom att vinna finalen, återigen mot Skutskärs IF, med 5–0.

### Fotnoter
1. ↑  ”Maratontabell till och med 2018/19”. Svenska Bandyförbundet. 15 mars 2019. Arkiverad från originalet den 25 mars 2020. https://web.archive.org/web/20200325140559/https://www.svenskbandy.se/globalassets/svenska-bandyforbundet/pdf-filer/tavling--resultat/damallsvenskan/maratontabell-elitserien-dam-20191105.pdf. Läst 25 mars 2020.
2. ↑  Gustaf Andersson (25 mars 2017). ”Skyttedrottningen fixade Karebys tredje raka SM-guld” (på svenska). Dagens nyheter. http://www.dn.se/sport/skyttedrottningen-fixade-karebys-tredje-raka-sm-guld/. Läst 26 mars 2017.
3. ↑  ”Västerås SK svenska mästare” (på svenska). Västmanlands läns tidning. 23 mars 2019. https://www.vlt.se/artikel/vasteras-sk-svenska-mastare-vann-elitserien-sm-final-mot-skutskar-efter-rysare-1. Läst 14 november 2019.
4. ↑  ”Västerås vann SM-guld – efter galen vändning”. SVT Sport. 21 mars 2020. https://www.svt.se/sport/bandy/vasteras-vann-sm-guld-efter-en-galen-vandning. Läst 21 mars 2020.
5. ↑  Jonathan Kvarnström (15 mars 2025). ”Västerås damer bröt Villas guldsvit i hemmaborgen” (på svenska). SVT Sport. https://www.svt.se/sport/bandy/vasteras-damer-brot-villas-guldsvit-i-hemmaborgen. Läst 16 mars 2025.
6. ↑  ”Västerås SK historiska mästare”. Bandy World. 20 oktober 2019. Arkiverad från originalet den 14 november 2019. https://web.archive.org/web/20191114210051/http://www.bandyworld.se/arkiv/41562. Läst 14 november 2019.
7. ↑  ”Västerås SK är världens bästa bandylag”. Västerås SK. 27 oktober 2019. Arkiverad från originalet den 14 november 2019. https://web.archive.org/web/20191114205248/https://vskbandy.se/nyheter/dam-vsk-bandy-ar-varldens-basta-bandylag/. Läst 14 november 2019.